# The Grandmaster
The Grandmaster (Yut doi jung si) è un film del 2013 scritto e diretto da Wong Kar-wai e interpretato da Tony Leung e Zhang Ziyi. È basato sulla vita di Yip Man, maestro di arti marziali Wing Chun e mentore di Bruce Lee.

## Trama
Il film ripercorre alcuni momenti della vita di Yip Man, lasciandone volutamente molti altri non trattati. Molto spazio è dato anche ai personaggi di:
- Gong Yutian, anziano maestro del Nord a cui si deve l'incontro tra diverse scuole e stili interiori unificatore degli stili Pa Kua Chang, Hsing Hi Chuan e Tai Chi Chuan, e che ora è in procinto di ritirarsi;
- Gong Er, sua figlia, erede unica della tecnica del Pa Kua Chang detta dei "64 palmi", anche se il Pa Kua Chang è, letteralmente il "palmo degli Otto Trigrammi". 64 sono infatti le trasformazioni di tale stile.
- Ma San, allievo ingrato ed ambizioso, erede dello stile Hsing Hi Chuan (la boxe della forma e dell'intenzione).
- Yixiantian detto "il rasoio", spia nazionalista che opera contro il governo fantoccio voluto dagli invasori giapponesi.

Al centro del film ci sono due scontri principali: quello tra Yip Man e Gong Er, all'interno di un lussuoso bordello, che si chiude con una sostanziale parità (anche se, rompendo lo scalino durante la caduta, Yip Man perde contro Gong Er) facendo al contempo sbocciare un sentimento d'amore tra i due (mai trasformatosi in una relazione), e quello tra Gong Er e Ma San, che ha per luogo una stazione ferroviaria e che termina con il ferimento e l'umiliazione di quest'ultimo. Nell'ultima parte si conosce il destino dei protagonisti: Gong Er muore di malattia dopo aver dedicato tutta la vita alla causa delle arti marziali in onore del padre, mentre Yip Man si trasferisce ad Hong Kong dove contribuisce alla diffusione del Wing Chun.

## Produzione
Le riprese del film sono iniziate nel 2009, terminando solo nel 2011, per un costo complessivo di 25 milioni di dollari.

## Promozione
Il 6 novembre 2012 è stato diffuso online il trailer del film, seguito, a pochi giorni dall'uscita nelle sale cinesi, dalle prime immagini del film, che ritraggono i protagonisti Tony Leung, Zhang Ziyi e Song Hye-kyo. Il primo trailer italiano è stato diffuso online il 5 luglio 2013.

## Distribuzione
In Cina è stato distribuito l'8 gennaio 2013, mentre in Italia il 19 settembre 2013.
Come da consuetudine per Wong Kar-wai, esistono diverse versioni del film. Senza tener conto della prima versione, mai proiettata in pubblico e della durata presunta di circa 4 ore, si contano tre diversi montaggi: la versione cinese di 130 minuti, quella europea di 122 minuti vista in anteprima al Festival di Berlino, e quella americana, distribuita dalla Miramax, di 108 minuti.
La versione europea, vista anche in Italia, differisce da quella originale soprattutto nella seconda parte. È stato infatti omesso un lungo dialogo notturno tra il protagonista e il vecchio Jiang che ha per argomento il triste destino toccato a Gong Er. Di contro, è presente un corposo flashback in cui Gong Er ricorda se stessa da bambina, in inverno, intenta ad ammirare di nascosto gli esercizi di Kung-fu del padre e subito dopo, alla soglia dei venti anni, mentre pratica in prima persona la sacra arte. Nella versione europea viene inoltre fatto cenno a un secondo incontro (dopo un primo sul treno) tra Gong Er e "il rasoio", anche se non viene chiarito se i due abbiano una vera conversazione o inizino una qualche relazione. Differente anche il finale: la versione cinese si chiude con delle immagini delle statue buddiste, mentre quella europea termina con la fotografia in b/n di Yip Man in compagnia dei suoi allievi, per poi riaprirsi, a titoli di coda già avviati, con un breve segmento in cui lo stesso guarda in macchina e pone al pubblico una domanda.

## Colonna sonora
Alla colonna sonora ha contribuito il compositore italiano Stefano Lentini con la sua opera per soprano e orchestra Stabat Mater.
Nella colonna sonora sono anche presente due brani di Ennio Morricone tratti da C'era una volta in America e Come imparai ad amare le donne 

## Riconoscimenti
- 2014 – Premio Oscar
  - Candidatura per la miglior fotografia a Philippe Le Sourd
  - Candidatura per i migliori costumi a William Chang